# Dinamo Gagra
Câu lạc bộ bóng đá Dinamo Gagra là một câu lạc bộ bóng đá Liên Xô có trụ sở tại Gagra, Cộng hòa Xã hội chủ nghĩa Xô viết tự trị Abkhazia.

## Lịch sử
Giống như Câu lạc bộ bóng đá Dinamo Sukhumi, câu lạc bộ đã không tham gia hệ thống giải đấu Gruzia, mà chơi ở Soviet Second League B cho tới năm 1991. Một câu lạc bộ khác, Siharuli-90 Gagra được thành lập để đại diện cho những người ủng hộ Gruzia.
Sau khi Liên Xô tan rã vào năm 1991, Dinamo Gagra gia nhập giải bóng đá ở Abkhazia. Sau khi giành 1 cúp vô địch, đội bóng đã giải thể.
Năm 2006, một câu lạc bộ mới, FC Gagra đã thành lập, và đã giành được chức vô địch Giải bóng đá Ngoại hạng Abkhazia 3 lần.

## Danh hiệu
- Cúp bóng đá Abkhazia 1 (1999)  [1]
- Siêu cúp bóng đá Abkhazia 1 Á quân (1999)  [2]